# ミルトン・バール
ミルトン・バール（Milton Berle,  1908年7月12日 - 2002年3月27日）は、アメリカ合衆国の俳優・コメディアンである。

## 来歴
1908年、ニューヨーク州ニューヨーク市に生まれる。5歳のころにアマチュアの才能コンテストに出場し優勝。それをきっかけにいくつかのサイレント映画に子役として出演し、チャールズ・チャップリンやメアリー・ピックフォード、シーザー・ロメロなどの名だたる俳優たちとの共演を果たしながらキャリアをスタートさせた。1920年の12歳のころに、ミュージカルコメディの舞台『Florodora』でブロードウェイデビュー。後にヴォードヴィリアンとしての才能も開花させ、スタンダップ・コメディアンとしての活動も開始して人気を博した。その後も舞台や映画などへの出演で活躍する傍ら、ラジオの分野にも進出して1930年代からはレギュラー番組も持った。
1950年代にアメリカ国内の家庭にテレビが進出し始めると、バール自身も自身の持ち前の芸であるヴォードヴィルを武器にテレビ界へ進出したちまちお茶の間でも人気を博すようになっていく。後にはそのテレビでの活躍から「ミスター・テレビジョン」という異名も持ち、1950年にプライムタイム・エミー賞を受賞している。1960年に入ると、テレビや映画における俳優としてのキャリアも順調に重ねたほか、『おかしなおかしなおかしな世界』などのコメディ映画への出演で役者としての地位も確実なものにした。また、役者以外にも本人役でウディ・アレン監督の『ブロードウェイのダニー・ローズ』へ出演したり、ティム・バートン監督の『ピーウィーの大冒険』などへのカメオ出演もしている。

### 私生活
これまで4度の結婚歴があり、最初の結婚は1941年で、相手は女優として活動していたJoyce Mathewsだった。1947年に二人は離婚するが、後に復縁し1949年に再婚。それぞれの結婚で一人ずつ子供をもうけた。しかし1950年に離婚し、1953年に同じく女優のRuth Berleと再婚するが1989年に再び離婚。最後の妻とは1991年に再婚し、バーク自身が他界するまで夫婦関係が続いた。

### 死去
2001年に自身の体で大腸癌が見つかるも、本人は手術を拒否したと報道された。それから一年たたないうちの2002年3月27日に、その癌のためにロサンゼルスで死去。93歳だった。

## 出演作品

### 映画
- 山家の娘 Fanchon, the Cricket (1915)
- 農園の寵児 Rebecca of Sunnybrook Farm (1917)
- Birthright (1920)
- 奇傑ゾロ The Mark of Zorro (1920)
- 小公子 Little Lord Fauntleroy (1921)
- 嵐の国のテス Tess of the Storm Country (1922)
- 牧場のルス Ruth of the Range (1923)
- 新人豪華版 New Faces of 1937 (1937)
- Radio City Revels (1938)
- Tall, Dark and Handsome (1941)
- The Great American Broadcast (1941)
- 銀嶺セレナーデ Sun Valley Serenade (1941)
- Rise and Shine (1941)
- A Gentleman at Heart (1942)
- Whispering Ghosts (1942)
- Over My Dead Body (1942)
- Margin for Error (1943)
- テレヴィジョンの王様 Always Leave Them Laughing (1949)
- The Milton Berle Spectacular (1962)
- おかしなおかしなおかしな世界 It's a Mad, Mad, Mad, Mad World (1963)
- ラブド・ワン The Loved One (1965)
- オスカー The Oscar (1966)
- おかしな二人組 Don't Worry, We'll Think of a Title (1966)
- The Happening (1967)
- Who's Minding the Mint? (1967)
- 青春ダイナマイト Where Angels Go Trouble Follows! (1968)
- For Singles Only (1968)
- Can Heironymus Merkin Ever Forget Mercy Humppe and Find True Happiness? (1969)
- 脱出! 恐怖の旅客機遭難 Seven in Darkness (1969)
- 暗黒街の顔役 Lepke (1975)
- バレンチノの伝説 The Legend of Valentino (1975)
- 名犬ウォン・トン・トン Won Ton Ton: The Dog Who Saved Hollywood (1976)
- マペットの夢みるハリウッド The Muppet Movie (1979)
- Off Your Rocker (1982)
- Smorgasbord (1983)
- ブロードウェイのダニー・ローズ Broadway Danny Rose (1984)
- The Cracker Brothers (1985)
- ピーウィーの大冒険 Pee-wee's Big Adventure (1985)
- Jonathan Winters: On the Ledge (1987)
- ドライビング・ミー・クレイジー Driving Me Crazy (1991)
- ストーリーブック/屋根裏の魔法使い Storybook (1996)
- Two Heads Are Better Than None (2000)

### アニメ映画
- Journey Back to Oz (1974)
- Jingle Bell Rock (1995)

### テレビシリーズ
- Kraft Television Theatre (1958)
- The Jack Benny Program (1960, 1965)
- ジェネラル・ホスピタル General Hospital (1963)
- ディフェンダーズ 闘う弁護士 The Defenders (1964)
- Kraft Suspense Theatre (1964)
- ザ・ミルトン・バーク・ショウ The Milton Berle Show (1966)
- F Troop (1966)
- ザ・ルーシー・ショー The Lucy Show (1966)
- バットマン Batman (1966, 1967, 1968)
- かわいい魔女ジニー I Dream of Jeannie (1967)
- それ行けスマート Get Smart (1968)
- 鬼警部アイアンサイド Ironside (1968)
- Here's Lucy (1969, 1974)
- Love, American Style (1970, 1971)
- Make Room for Granddaddy (1971)
- モッズ特捜隊 The Mod Squad (1971)
- マニックス Mannix (1971)
- 警部マクロード McCloud (1972)
- ボールド・ワンズ The Bold Ones: The New Doctors (1972)
- ラブ・ボート The Love Boat (1977, 1979, 1981, 1983, 1985)
- 白バイ野郎ジョン&パンチ CHiPs (1980)
- アメリカン・プレイハウス American Playhouse (1983)
- ファンタジー・アイランド Fantasy Island (1983)
- アーノルド坊やは人気者 Different Strokes (1984)
- Gimme a Break! (1984)
- ジェシカおばさんの事件簿 Murder, She Wrote (1985)
- 世にも不思議なアメージング・ストーリー / 『ファイン・チューニング』 Amazing Stories (1985)
- The Fresh Prince of Bel-Air (1992)
- マトロック Matlock (1993)
- バークにまかせろ Burke's Law (1994)
- ビバリーヒルズ高校白書 Beverly Hills, 90210 (1995)
- The Nanny (1995)
- ロザンヌ Roseanne (1995)
- Sister, Sister (1996)
- 騎馬警官 Due South (1996)
- キーナン&ケル Kenan & Kel (2000)

### テレビアニメ
- ザ・クリティック The Critic (1995)